# ابستیناچ
ابستیناچ (به آلمانی: Abtsteinach) یک شهر در آلمان است که در برگ‌شتراسه واقع شده‌است.

## خصوصیات
ابستیناچ ۱۱٫۰۳ کیلومترمربع مساحت دارد ۴۹۸ متر بالاتر از سطح دریا واقع شده‌است.